# Заводской (Мокшанский район)
Заводской — посёлок в Мокшанском районе Пензенской области. Входит в состав Чернозерского сельсовета.

## География
Находится в северной части Пензенской области на расстоянии приблизительно 31 км на северо-запад от районного центра поселка Мокшан на правобережье реки Мокша.

## История
Известен с 1955 года, когда входил в состав совхоза «Долгоруковский». В 2004 году 12 хозяйств.

## Население
Численность населения: 51 человек (1979 год), 15(1989), 42 (1998). Население составляло 28 человек (русские 100 %) в 2002 году, 17 в 2010.